# Saint-Georges-sur-l'Aa
 Saint-Georges-sur-l'Aa  (en neerlandés Sint-Joris) es una población y comuna francesa, en la región de Norte-Paso de Calais, departamento de Norte, en el distrito de Dunkerque y cantón de Gravelines.

## Demografía
| 249                       | 192 | 222 | 234 | 280 | 268 | 306 | 307 | 297 | 320 | 321 | ... | 356 | 357 | 331 | 366 | 395 | 377 | 357 | 359 | 304 | 312 | 300 | 293 | 305 | 287 | 279 | 251 | 220 | 210 | 250 | 268 | 290 |
| (Fuente: Cassini e INSEE) |     |     |     |     |     |     |     |     |     |     |     |     |     |     |     |     |     |     |     |     |     |     |     |     |     |     |     |     |     |     |     |     |